# Västra distriktet (Amerikanska Samoa)

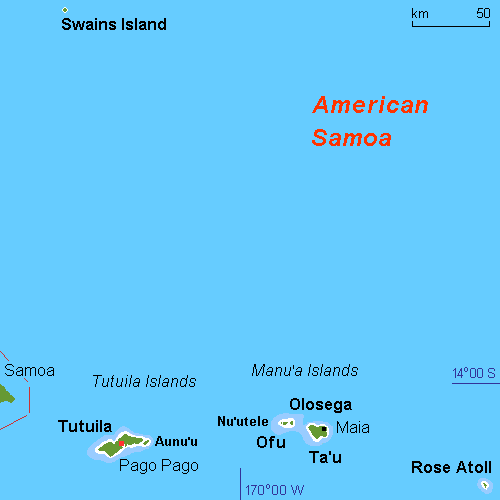
Lägeskarta

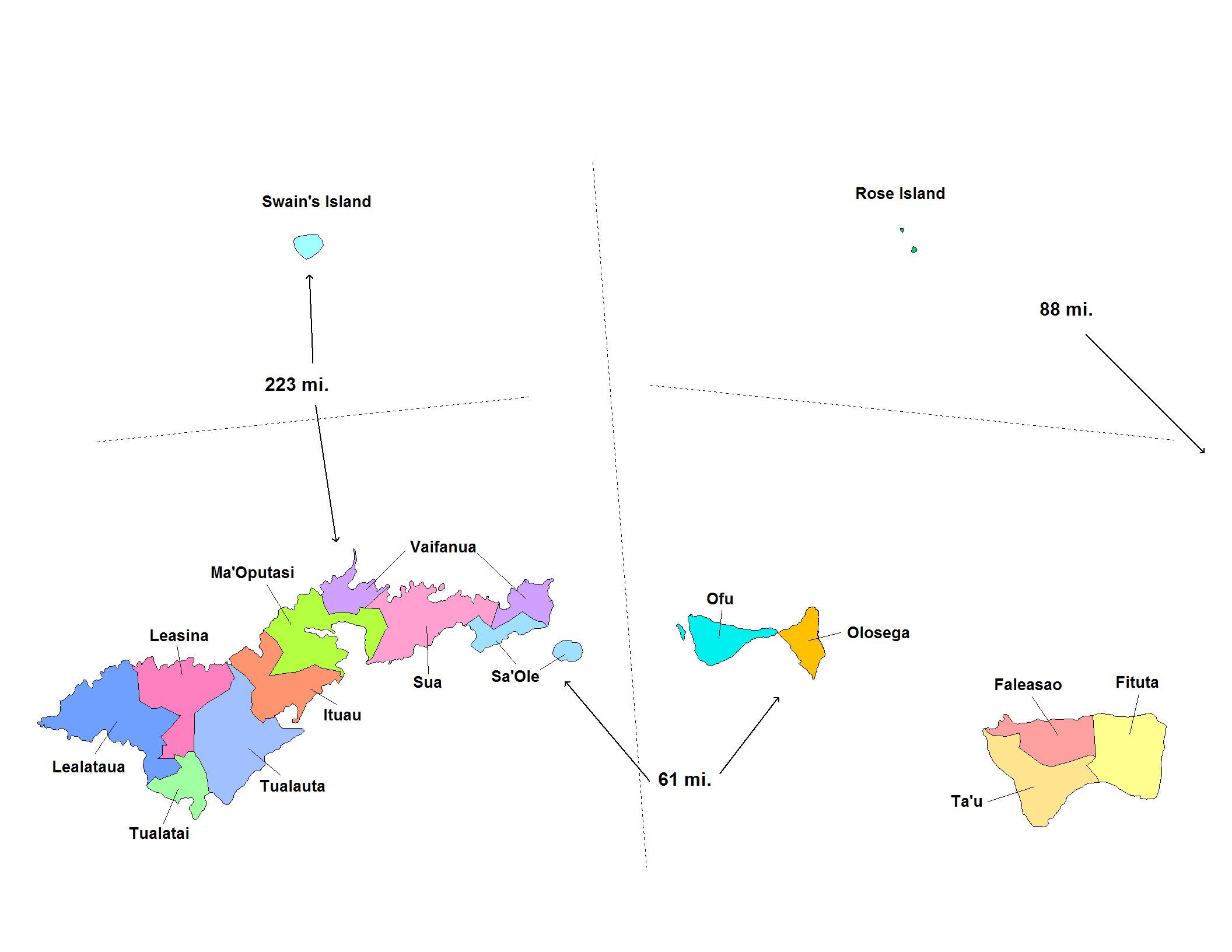
Västra distriktet, counties

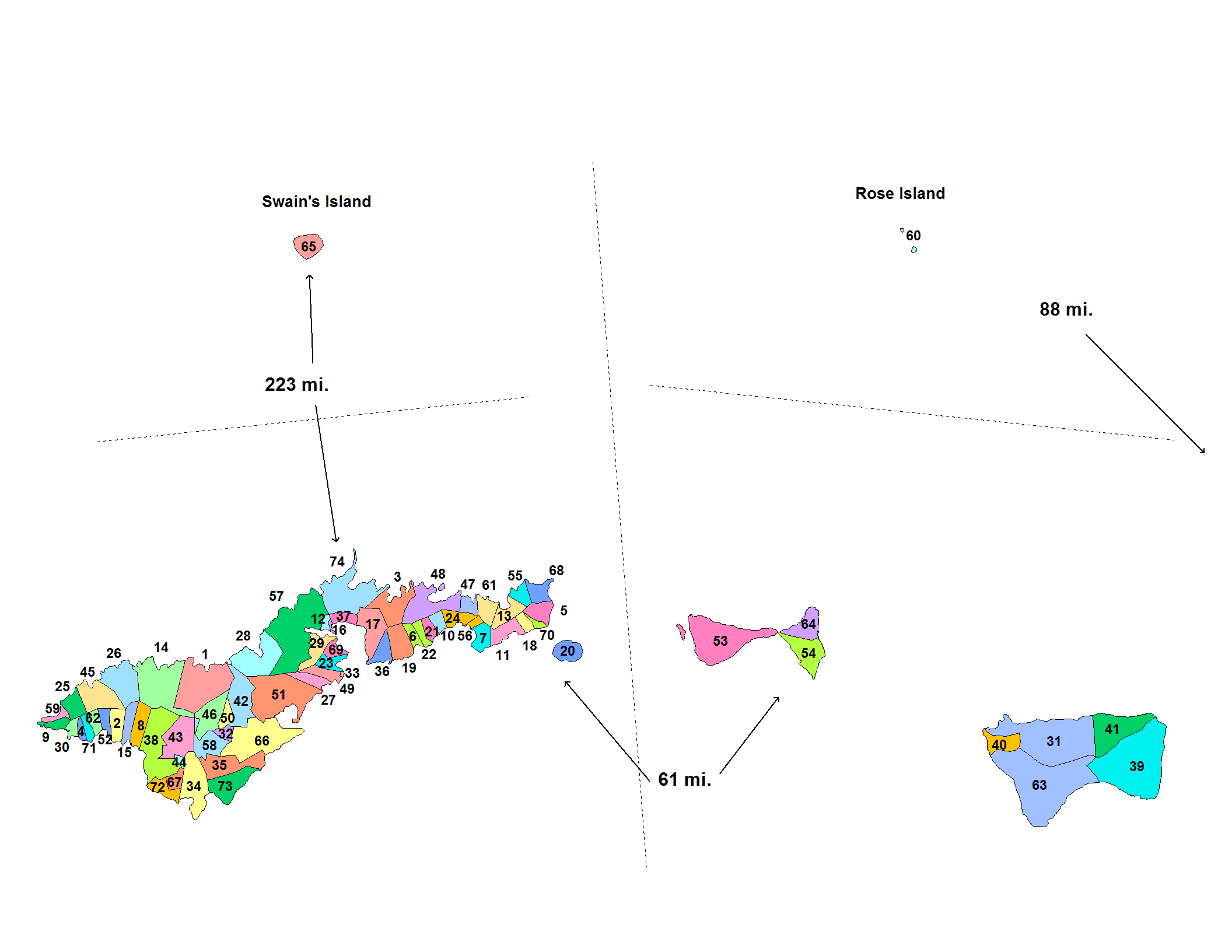
Västra distriktet, byar

Västra distriktet (engelska Western District) är en av fem förvaltningsdistrikt i Amerikanska Samoa.

## Distriktet
Västra distriktet har en areal om ca 75 km² och omfattar den västra delen av Tutuilaöarna.
Befolkningen uppgår till ca 32.400 invånare (1).
Distriktet är indelad i fyra counties (motsvarar län) och varje county är därefter uppdelad i byar.

## Indelning
- Lealataua County, ca 25 km², ca 5.684 invånare
- Leasina County, ca 17 km², ca 1.739 invånare
- Tualatai County, ca 7 km², ca 2.987 invånare
- Tualauta County, ca 26 km², ca 22.025 invånare

## Historia
Den 17 april 1900 övergår Tutuilaöarna formellt till USA:s förvaltning efter Samoaöarnas delning genom Berlinfördraget (2).
Tutuilaöarna förvaltades av den amerikanska flottan (US Navy) från den 17 februari 1900 till den 29 juni 1951 då förvaltningen övergick till det amerikanska inrikesdepartementet (US Department of the Interior).